# Nicholas Blane
Nicholas Blane (* in Leicester) ist ein britischer Schauspieler.

## Leben
Nicholas Blane tritt seit Anfang der 1980er Jahre im Theater auf. Er spielte in Produktionen wie Year of the Rat, See How They Run und Demokratie.
Seit 1987 ist Blane auch in Film und Fernsehen aktiv. Seinen ersten Auftritt hatte er in dem Fernsehfilm Miss Marple – 16.50 Uhr ab Paddington. Danach trat er vor allem als Gastdarsteller in Serien wie Coronation Street, Heartbeat, The Bill und Law & Order: UK auf.
1999 spielte er in der BBC-Verfilmung von Charles Dickens Great Expectations die Rolle des Wopsle. Weitere Filmauftritte folgten in Pierrepoint  und The Illusionist. 2007 spielte er in Harry Potter und der Orden des Phönix die Minirolle des Zaubereiministeriummitarbeiters Bob.
2012 gehörte Blane in der Rolle des Gewürzkönig zum Darstellerenselmble der zweiten Staffel der erfolgreichen Fernsehserie Game of Thrones.

## Filmografie (Auswahl)
- 1987: Miss Marple – 16.50 Uhr ab Paddington (Miss Marple: 4.50 from Paddington, Fernsehfilm)
- 1993–1994: Für alle Fälle Fitz (Cracker, 2 Episoden)
- 1993–1998: Heartbeat (Fernsehserie, 3 Episoden)
- 1993–2010: Coronation Street (Fernsehserie, 9 Episoden)
- 1995: September Song (Fernsehserie, Episode3x04)
- 1995: Zurück ins Leben (Some Kind of Live)
- 1996: The Bill (Fernsehserie, Episode 12x14)
- 1997–2002: Der Preis des Verbrechens (Trial & Retribution, Fernsehserie, 6 Episoden)
- 1999: Great Expectations
- 2003: The Royal (Fernsehserie, Episode 1x04)
- 2005: The Last Hangman
- 2006: Eleventh Hour – Einsatz in letzter Sekunde (Fernsehserie, Episode 1x04)
- 2006: The Illusionist
- 2007: Harry Potter und der Orden des Phönix (Harry Potter and the Order of the Phoenix)
- 2009: Glorious 39
- 2009–2014: Law & Order: UK (Fernsehserie, 5 Episoden)
- 2010: Die Tudors (The Tudors, Fernsehserie, Episode 4x04)
- 2010: Whitechapel (Fernsehserie, Episode 2x02)
- 2011: Doctors (Fernsehserie, Episode 13x36)
- 2011: The Case (Fernsehserie, Episode 1x02)
- 2011: Scott & Bailey (Fernsehserie, Episode 1x01)
- 2012: Game of Thrones (Fernsehserie, 3 Episoden)
- 2013: In Secret – Geheime Leidenschaft (In Secret)
- 2014: The Great Fire (Fernsehserie, 2 Episoden)
- 2015: Die Musketiere (The Musketeers, Fernsehserie, Episode 2x07)
- 2017: Taboo (Fernsehserie, Episode 1x03)
- 2017: Der Stern von Indien (Viceroy’s House)
- 2017: Quacks (Fernsehserie, Episode 1x01)
- 2018: A Very English Scandal (Miniserie, Episode 1x01)
- 2019: Wer wir sind und wer wir waren (Hope Gap)
- 2020: Unser Mann in Amerika (Vores mand i Amerika)
- 2021: It’s a Sin (Fernsehserie, 2 Episoden)
- 2023: Dungeons & Dragons: Ehre unter Dieben (Dungeons & Dragons: Honor Among Thieves)
- 2025: Andor (Fernsehserie, Episode 2x09)